# Cambefortius bidentiger
Cambefortius bidentiger là một loài bọ cánh cứng trong họ Bọ hung (Scarabaeidae).